# Corrente estelar de Sagitário
Em astronomia, a corrente estelar de Sagitário é uma longa e complexa estrutura feita de estrelas que envolvem em torno da galáxia Via Láctea em uma órbita quase polar. É constituída por estrelas retiradas da Galáxia Anã Elíptica de Sagitário resultante do processo de fusão com a Via Láctea durante um período de bilhões de anos. É esperado para esse processo terminar com a completa extinção da Anã de Sagitário dentro dos próximos 100 milhões de anos. Esta corrente estelar foi originalmente proposto em 1995 por Donald Lynden-Bell depois de analisar a distribuição dos aglomerados globulares na Via Láctea.